# Rudolf Křenek
Rudolf Křenek (24. ledna 1897 Tábor – ?) byl český fotbalový útočník a trenér.

## Hráčská kariéra
Táborský rodák a odchovanec plzeňské Viktorie byl vynikajícím centrforvardem (střední útočník) a dispečerem hry, který vytvořil v SK Židenice slavné vnitřní útočné trio se Štaplem a Mazalem. Do Brna jej přivedl Cyril Metoděj Lacina po první světové válce z Viktorie Plzeň, kam se také po dvou vydařených sezonách v roce 1921 vrátil. V říjnu toho roku byl plzeňskou župou doživotně distancován pro nařčení z profesionalismu, později byl omilostněn.
Hrál také za SK Moravská Ostrava a v rumunském klubu Juventus Bukurešť, kde působil v roli hrajícího trenéra.

## Trenérská kariéra
Po skončení hráčské kariéry se stal trenérem.
- 1931/32 – SK Viktoria Plzeň
- 1932/33 – SK Viktoria Plzeň (3. místo)
- 1933 – ŁKS Łódź‎ (polská fotbalová liga)
- 1934/35 – SK Prostějov
- 1935/36 – SK Prostějov (3. místo)
- 1936/37 – SK Moravská Slavia Brno a SK Viktoria Plzeň
- 1940/41 – SK Židenice